# Иван Наумов (Орово)
Вижте пояснителната страница за други личности с името Иван Наумов.
Иван Наумов е български революционер, деец на Вътрешната македоно-одринска революционна организация.

## Биография
Иван Наумов е роден в преспанското село Орово, тогава в Османската империя, днес в Гърция. Като селски първенец е неколкократно кмет на селото, присъединява се към ВМОРО и участва в Илинденско-Преображенското въстание от 1903 година. Убит е през 1917 година от четата на сърбоманския войвода Иван Бабунски.
Неговият син Атанас Иванов емигрира в САЩ през 1920 година и активно участва в дейността на Македонската патриотична организация. Първо е секретар на МПО „Татковина“, Детройт, след това е председател на МПО „Александър Велики“, Лорейн, а след 1935 година се установява в Лос Анджелис, където е секретар на местната МПО секция..